# Воля-Гардзеніцька
Воля-Гардзеніцька (пол. Wola Gardzienicka) — село в Польщі, у гміні П'яскі Свідницького повіту Люблінського воєводства.
Населення — 157 осіб (2011).

## Демографія
Демографічна структура станом на 31 березня 2011 року:
|          | Загалом | Допрацездатний вік | Працездатний вік | Постпрацездатний вік |
| -------- | ------- | ------------------ | ---------------- | -------------------- |
| Чоловіки | 70      | 12                 | 51               | 7                    |
| Жінки    | 87      | 13                 | 52               | 22                   |
| Разом    | 157     | 25                 | 103              | 29                   |